# Hiéroglyphe égyptien N10

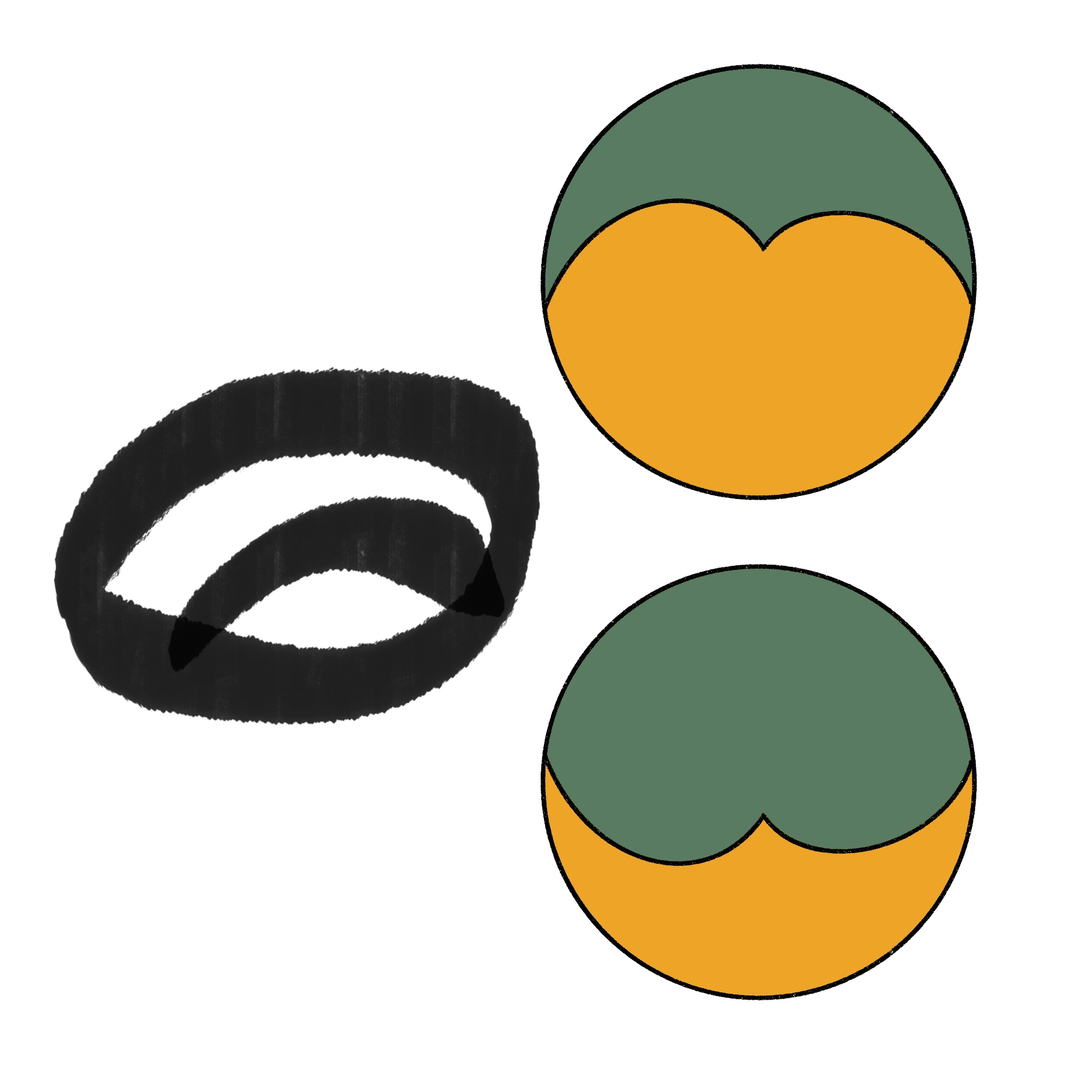
Version hiératique et hiéroglyphique

Le disque lunaire en croissant en hiéroglyphes égyptiens, est classifié dans la section N « Ciel, terre, eau » de la liste de Gardiner ; il y est noté N10.

## Représentation
Il représente un croissant de lune montante ou descendante la section supérieure est verte tandis que celle inférieure est jaune ou parfois l'inverse notamment quand il est peint sur fond jaune. 

## Utilisation
| N9 |

| N9 |

| p | s | D | Z2 · Z2 · Z2 |

| p | s | D | Z2 · Z2 · Z2 |

d'où en référence aux neuf phases lunaires sa fonction en tant  phonogramme trilitère de valeur psḏ dans le terme
| N10 · t | R8A | A40 | Z3 |

| N10 · t | R8A | A40 | Z3 |

| X6 |

| X6 |

| N9 |

| N9 |

| N9 |

| N9 |